# Weiterode
Weiterode ist ein Stadtteil von Bebra im osthessischen Landkreis Hersfeld-Rotenburg.

## Geografie
Das Dorf liegt am westlichen Ausgang des Ulfegrundes, wo das Richelsdorfer Gebirge (im Norden) und der Seulingswald (im Süden) zurücktreten und das Ulfetal in die Fulda-Aue bei Bebra einmündet.
Nachbarorte sind Bebra, Iba, Ronshausen und Breitenbach. Die nächstgrößeren Städte sind Bad Hersfeld (ca. 15 km), Kassel und Fulda (jeweils ca. 60 km).

## Geschichte

### Ortsgeschichte
Soweit bekannt, wurde Weiterode am 27. August 1057 erstmals urkundlich erwähnt. Ursprünglich gehörte Weiterode zum Erzbistum Mainz als einziger Ort in der Gegend um Bad Hersfeld. Demgegenüber besaß Hersfeld in seinem Territorium das Dorf Schornsheim, das südlich von Mainz (Richtung Alzey) lag. Erzbischof Luitpold I. von Mainz und Abt Meginher von Hersfeld tauschten die beiden Orte der einfacheren Bewirtschaftung wegen gegeneinander aus. Als Vertragsschließende unterzeichneten: Liutbold, Erzbischof zu Mainz und Meginher, Abt der Hersfelder Kirche, sowie 33 Zeugen. Verhandelt wurde dies am 27. August 1057 in Mainz auf Anordnung des Königs Heinrich IV. und mit Zustimmung des ehrwürdigen Erzbischofs Liutbold sowie des Abtes Meginher.
Weiterode war jahrhundertelang Kreuzungspunkt alter Handelsstraßen und Zollstation. 1376 wurde in Dokumenten eine Burg erwähnt, auf die heute noch der Straßen- und Gemarkungsname Burgrain hindeutet. Ab 1502 gehörte Weiterode zum Amt Rotenburg und wurde später Gerichtsstuhl dieses Amtes für mehrere Ortschaften im Obergericht. In dieser Zeit fielen einige Orte im Umfeld wüst, unter anderem Stockhausen, Erdhausen und Rudolferode. Im Dreißigjährigen Krieg wurden Dorf und Kirche vom Heer geplündert.
Das bäuerliche Dorf entwickelte sich im 18. und 19. Jahrhundert zu einem Leinenweberdorf und mit dem Bau der Eisenbahn um 1850 und dem aufstrebenden Bahnhof Bebra schließlich zu einem Eisenbahnerdorf. Seit dem Bau der sogenannten Umgehungsbahn schloss sich ein Gleisdreieck um Weiterode; nur über Brücken gelangt man heute in den Ort. Die stetige Aufwärtsentwicklung nach dem Zweiten Weltkrieg endete mit dem Bedeutungsverlust des Bebraer Bahnhofs Mitte der 1980er Jahre.
Hessische Gebietsreform (1970–1977)
Im Zuge der Gebietsreform in Hessen wurde die bis dahin selbständige Gemeinde Weiterode zum 31. Dezember 1971 zusammen mit weiteren Gemeinden auf freiwilliger Basis in die Stadt Bebra eingegliedert. Für Weiterode und die weiteren nach Bebra eingegliederten Gemeinden wurde je ein Ortsbezirk gebildet.

### Verwaltungsgeschichte im Überblick
Die folgende Liste zeigt die Staaten und Verwaltungseinheiten, denen Weiterode angehört(e):
- vor 1567: Heiliges Römisches Reich, Landgrafschaft Hessen, Amt Rotenburg
- ab 1567: Heiliges Römisches Reich, Landgrafschaft Hessen-Kassel, Amt Rotenburg
  - 1627–1834: Heiliges Römisches Reich, Landgrafschaft Hessen-Rotenburg (sogenannte Rotenburger Quart), teilsouveränes Fürstentum unter reichsrechtlicher Oberhoheit der Landgrafschaft Hessen-Kassel bzw. des Kurfürstentums Hessen, Amt Rotenburg
- ab 1806: Landgrafschaft Hessen-Kassel, Rotenburger Quart, Amt Rotenburg
- 1807–1813: Königreich Westphalen, Departement der Werra, Distrikt Hersfeld, Kanton Bebra
- ab 1815: Kurfürstentum Hessen, Rotenburger Quart, Amt Rotenburg[7]
- ab 1821/22: Kurfürstentum Hessen, Provinz Niederhessen, Rotenburger Quart, Kreis Rotenburg[8][Anm. 2]
- ab 1848: Kurfürstentum Hessen, Bezirk Hersfeld
- ab 1851: Kurfürstentum Hessen, Provinz Niederhessen, Kreis Rotenburg
- ab 1867: Königreich Preußen, Provinz Hessen-Nassau, Regierungsbezirk Kassel, Kreis Rotenburg
- ab 1871: Deutsches Reich,  Königreich Preußen, Provinz Hessen-Nassau, Regierungsbezirk Kassel, Kreis Rotenburg
- ab 1918: Deutsches Reich, Freistaat Preußen, Provinz Hessen-Nassau, Regierungsbezirk Kassel, Kreis Rotenburg
- ab 1944: Deutsches Reich, Freistaat Preußen, Provinz Kurhessen, Landkreis Rotenburg
- ab 1945: Amerikanische Besatzungszone, Groß-Hessen, Regierungsbezirk Kassel, Landkreis Rotenburg
- ab 1946: Amerikanische Besatzungszone, Hessen, Regierungsbezirk Kassel, Landkreis Rotenburg
- ab 1949: Bundesrepublik Deutschland, Hessen, Regierungsbezirk Kassel, Landkreis Rotenburg
- ab 1972: Bundesrepublik Deutschland, Hessen, Regierungsbezirk Kassel, Landkreis Hersfeld-Rotenburg, Stadt Bebra[Anm. 3]

### Bevölkerung
Einwohnerstruktur 2011
Nach den Erhebungen des Zensus 2011 lebten am Stichtag dem 9. Mai 2011 in Weiterode 1932 Einwohner. Darunter waren 51 (2,6 %) Ausländer.
Nach dem Lebensalter waren 294 Einwohner unter 18 Jahren, 635 zwischen 18 und 49, 441 zwischen 50 und 64 und 462 Einwohner waren älter. Die Einwohner lebten in 786 Haushalten. Davon waren 195 Singlehaushalte, 246 Paare ohne Kinder und 261 Paare mit Kindern, sowie 66 Alleinerziehende und 18 Wohngemeinschaften. In 207 Haushalten lebten ausschließlich Senioren und in 459 Haushaltungen lebten keine Senioren.
Einwohnerentwicklung
| Weiterode: Einwohnerzahlen von 1834 bis 2018 | Weiterode: Einwohnerzahlen von 1834 bis 2018 | Weiterode: Einwohnerzahlen von 1834 bis 2018 | Weiterode: Einwohnerzahlen von 1834 bis 2018 | Weiterode: Einwohnerzahlen von 1834 bis 2018 |
| --- | -------------------------------------------- | -------------------------------------------- | -------------------------------------------- | -------------------------------------------- |
| Jahr |                                              |                                              |                                              | Einwohner                                    |
| 1834 | 1834                                         |                                              | 761                                          | 761                                          |
| 1840 | 1840                                         |                                              | 784                                          | 784                                          |
| 1846 | 1846                                         |                                              | 786                                          | 786                                          |
| 1852 | 1852                                         |                                              | 775                                          | 775                                          |
| 1858 | 1858                                         |                                              | 733                                          | 733                                          |
| 1864 | 1864                                         |                                              | 804                                          | 804                                          |
| 1871 | 1871                                         |                                              | 786                                          | 786                                          |
| 1875 | 1875                                         |                                              | 856                                          | 856                                          |
| 1885 | 1885                                         |                                              | 935                                          | 935                                          |
| 1895 | 1895                                         |                                              | 1.069                                        | 1.069                                        |
| 1905 | 1905                                         |                                              | 1.292                                        | 1.292                                        |
| 1910 | 1910                                         |                                              | 1.358                                        | 1.358                                        |
| 1925 | 1925                                         |                                              | 1.779                                        | 1.779                                        |
| 1939 | 1939                                         |                                              | 1.968                                        | 1.968                                        |
| 1946 | 1946                                         |                                              | 2.555                                        | 2.555                                        |
| 1950 | 1950                                         |                                              | 2.711                                        | 2.711                                        |
| 1956 | 1956                                         |                                              | 2.373                                        | 2.373                                        |
| 1961 | 1961                                         |                                              | 2.308                                        | 2.308                                        |
| 1967 | 1967                                         |                                              | 2.267                                        | 2.267                                        |
| 1970 | 1970                                         |                                              | 2.279                                        | 2.279                                        |
| 1980 | 1980                                         |                                              | ?                                            | ?                                            |
| 1990 | 1990                                         |                                              | ?                                            | ?                                            |
| 2000 | 2000                                         |                                              | ?                                            | ?                                            |
| 2011 | 2011                                         |                                              | 1.932                                        | 1.932                                        |
| 2018 | 2018                                         |                                              | 2.203                                        | 2.203                                        |
| Datenquelle: Historisches Gemeindeverzeichnis für Hessen: Die Bevölkerung der Gemeinden 1834 bis 1967. Wiesbaden: Hessisches Statistisches Landesamt, 1968. Weitere Quellen: LAGIS; Stadt Bebra; Zensus 2011 |                                              |                                              |                                              |                                              |

Historische Religionszugehörigkeit
| • 1885: | 923 evangelische (= 98,72 %), 12 katholische (= 1,28 %) Einwohner  |
| • 1961: | 2199 evangelische (= 95,28 %), 95 katholische (= 4,12 %) Einwohner |

## Politik
Für Weiterode besteht ein Ortsbezirk (Gebiete der ehemaligen Gemeinde Weiterode) mit Ortsbeirat und Ortsvorsteher nach der Hessischen Gemeindeordnung.
Der Ortsbeirat besteht aus neun Mitgliedern. Bei den Kommunalwahlen in Hessen 2021 betrug die Wahlbeteiligung zum Ortsbeirat 61,28 %. Es wurden gewählt: sechs Mitglieder der CDU und drei Mitglieder der SPD. Der Ortsbeirat wählte Andreas Nölke (CDU) zum Ortsvorsteher.

## Kultur und Sehenswürdigkeiten

### Gebäude

#### Kirche

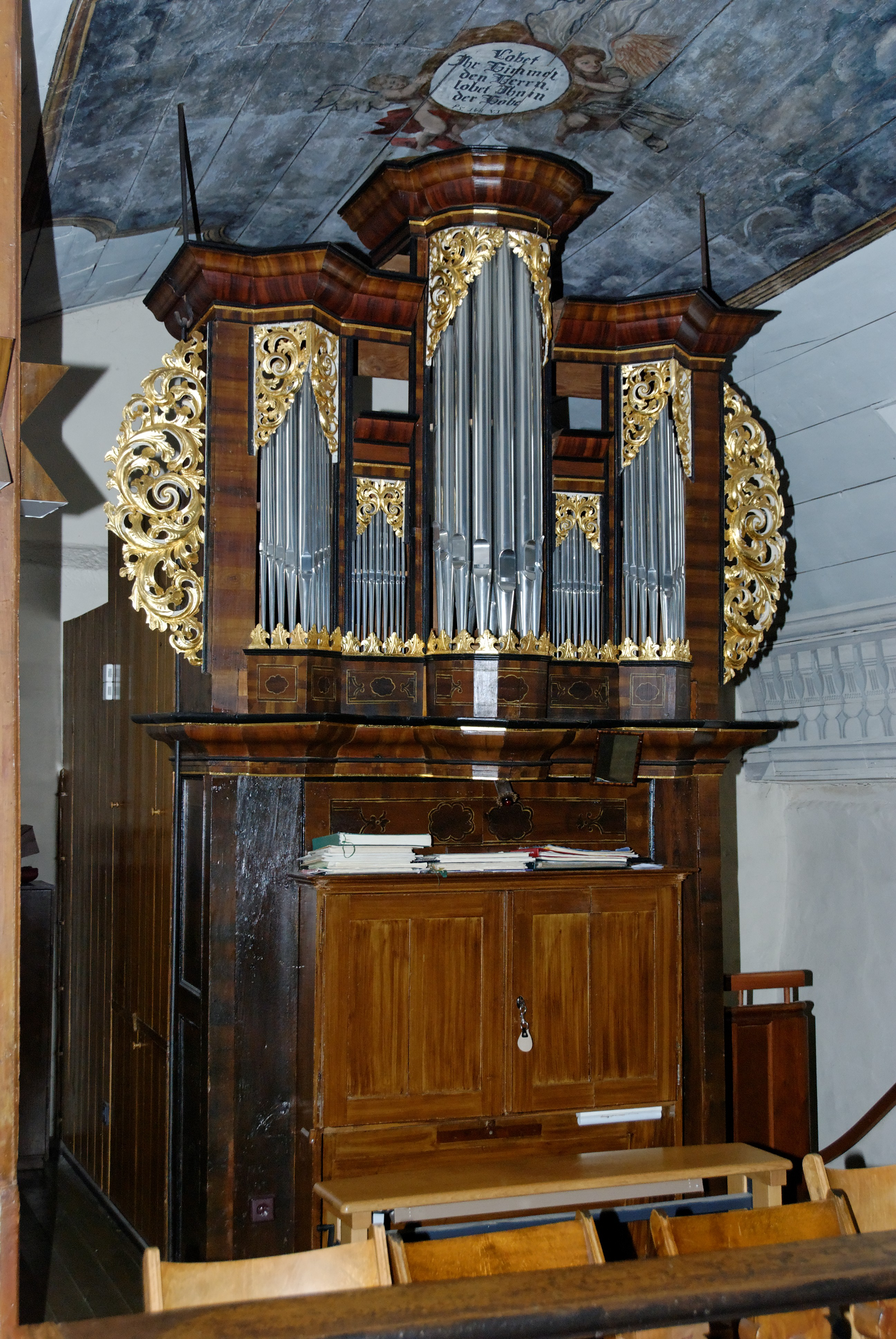
Orgel in der Weiteröder Kirche

Die Weiteröder Kirche wurde im 13. Jahrhundert gebaut, von diesem ursprünglichen Gebäude ist heute noch der Chorturm erhalten. Bei erheblichen baulichen Veränderungen im Jahr 1619 wurde der Altar nach Westen in das Kirchenschiff verlegt und ein Portal als Haupteingang in den Turm gebrochen. Nach der Verwüstung des Innenraumes während des Dreißigjährigen Krieges wurde die Wehrkirche ab 1719 gründlich erneuert und zählt seitdem zu den schönsten hessischen Landkirchen. Die noch heute bestehende Orgel wurde 1739 gebaut. Die unter dem Oberbegriff „Himmlische Musik“ bekannt gewordene barocke Deckenmalerei und die ausgemalten doppelstöckigen Emporen wurden in den Jahren 2003 und 2005 aufwendig restauriert.

#### Schule
Nach räumlicher Enge in älteren Schulgebäuden infolge wachsender Schülerzahl wurde 1933 eine moderne achtklassige Volksschule eingeweiht, die später zur Mittelpunktschule wurde. Heute ist die Weiteröder „Ulfetalschule“ eine vierzügige Grundschule.

### Kirchengemeinde
Im Jahr 2006 hatte die evangelische Kirchengemeinde Weiterode 1711 Mitglieder. Am 25. September 2007 fanden die Kirchenvorstandswahlen statt, bei denen 8 Mitglieder gewählt worden sind.

### Vereine
Insgesamt 28 Vereine und Verbände haben sich im Laufe der Zeit in Weiterode etabliert,
darunter:
- 7 Sportvereine (darunter der ESV 1920 Weiterode, Fußball Kreisoberliga-Fulda-Nord)
- 4 Chöre
- 2 Musikgruppen
- 2 Hilfsorganisationen (Rotes Kreuz und die Freiwillige Feuerwehr)
- 1 Jugendclub (Jugendclub Blechdose)
- 1 Schützenverein
- Kulturverein „Ellis Saal“, der überregionale Veranstaltungen organisiert
- Der „Heimatverein 1969 Weiterode“ unterhält und pflegt die Freizeitanlage Burgrain mit Grillanlage und Schutzhütte, den Burgkräutergarten, drei Brunnen, den Aussichtspunkt Pilz und Meißnerblick sowie über 40 Rastbänke in der Weiteröder-Gemarkung.
- Die Mundartgruppe Weiterode, die regelmäßige Auftritte in „Weiteröder Platt“ halten

### Naherholung
Weiterode ist von Wald umgeben, in dem sich zahlreiche ausgeschilderte Wander- und Radwege befinden.
Der Naherholung dienen außerdem die Anlagen des Heimatvereins, wie beispielsweise der Aussichtspunkt Stirnpilz, das Tretbecken Heiertal, Schutzhütten an Wanderwegen, der Kräutergarten am Burgrain sowie der Burgrainplatz mit Grillhütte und Waldlehrpfad.
Außerdem befinden sich noch die Fuldawiesen, durch die die Fulda fließt, sowie das Baggerloch bei Breitenbach in unmittelbarer Nähe.

### Regelmäßige Veranstaltungen
- Jährliches Kirmes- und Heimatfest am 3. Oktoberwochenende mit:
- Sportwoche des ESV 1920 Weiterode im Mai
- Dorffest im August (alle 2 Jahre im Dorf unter der Linde)

## Infrastruktur und Wirtschaft

### Straßenverkehr
Die größte Straße in Weiterode ist die Landesstraße 3251, die von Bebra nach Wildeck führt und einmal komplett durch Weiterode verläuft.
Die nächstgrößeren Straßen in der Umgebung sind die Bundesstraße 27 sowie die Bundesstraße 83.
Die nächstgelegenen Autobahnanschlussstellen sind die AS 34 (Wildeck-Hönebach) auf die Bundesautobahn 4 und die AS 83 (Malsfeld) auf die A 7.
In Weiterode gibt es zwei Bushaltestellen, von denen allerdings hauptsächlich während der Schulzeit Busse zum Schülertransport fahren.

### Schienenverkehr
Obwohl Weiterode komplett von Schienen umgeben ist, hat es keinen eigenen Bahnhof oder Bahnhaltepunkt.
Der nächste Bahnhof ist in Bebra.

## Persönlichkeiten
- Artur Brall (1936–1990), Bibliothekar